# MOSFET

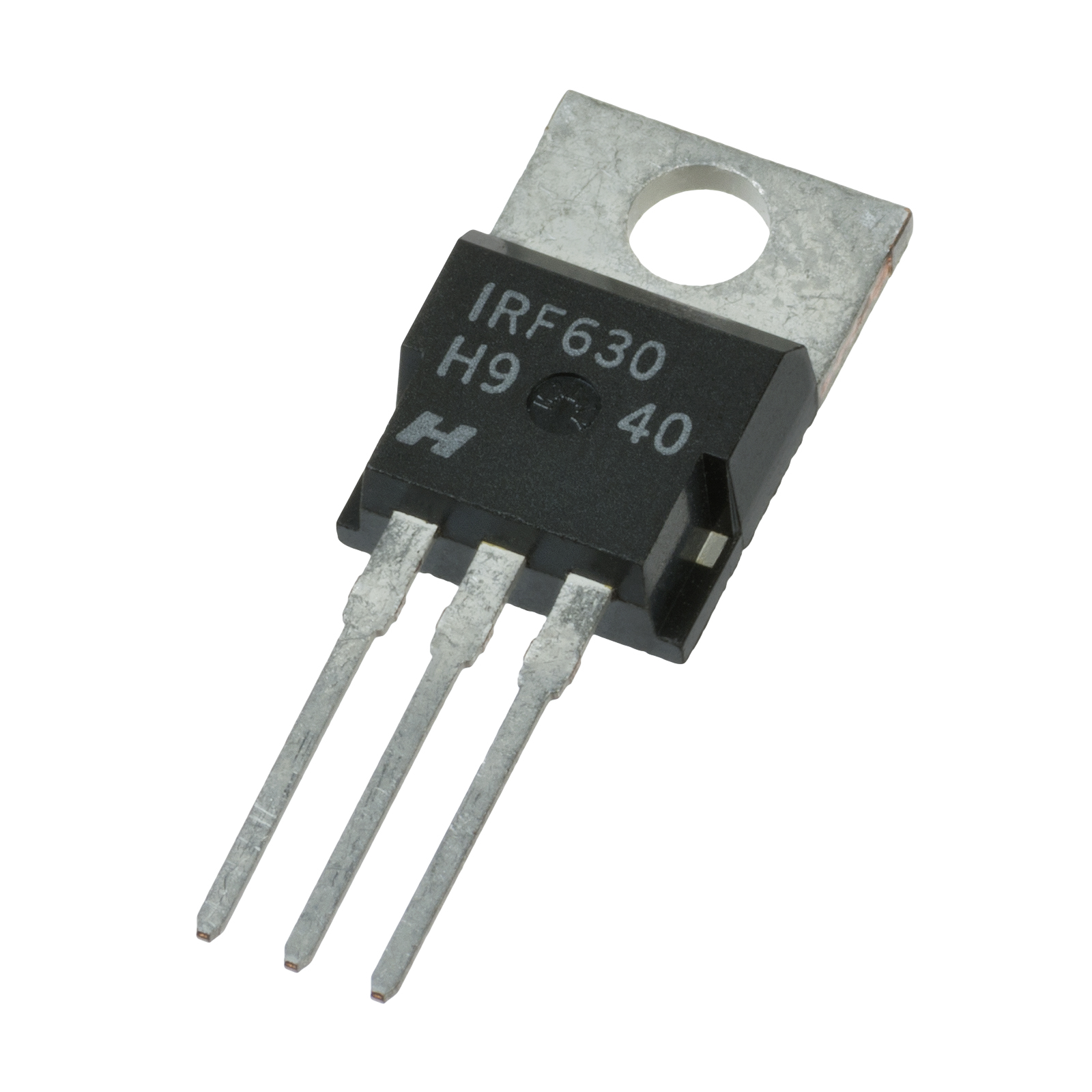
En 120 W MOSFET-transistor. Transistorn har bara tre ben eftersom body och source är ihopkopplade internt. Hålet är till för att kunna skruva fast transistorn mot en kylfläns.

MOSFET (metal-oxide-semiconductor field-effect transistor) är en typ av fälteffekttransistor. Till skillnad från bipolära transistorer och JFET-transistorer har MOSFET-transistorer fyra terminaler; source, drain, gate och body. En MOSFET är spänningsstyrd vilket innebär att strömmen från source till drain regleras av spänningen mellan gate och body. Gate är isolerad från substratet av metalloxid vilket ger hög ingångsimpedans.
En MOSFET-transistor är relativt enkel och billig att tillverka, tar liten plats och kräver lite effekt för att fungera; en kombination av egenskaper som har gjort MOSFET-transistorer till de mest tillverkade elektroniska komponenterna någonsin. MOSFET-transistorer används i alla typer av elektronik från processorer till kraftelektronik.

## Historik
Fälteffekttransistorn uppfanns av Julius Edgar Lilienfeld som tog patent på den 1930. Oskar Heil vidareutvecklade idén och tog bland annat patent på en fälteffekttransistor med isolerad gate 1935. Ingen av dem lyckades vare sig tillverka någon fungerande transistor eller förklara den underliggande fysiken och deras patent löpte ut utan att komma till användning.
Det kom att dröja till 1960 innan Mohamed Atalla och Dawon Kahng på Bell Labs lyckades bygga den första fungerande MOSFET-transistorn. Två år senare tog Fred Heiman och Steven Hofstein på RCA patent på en process att tillverka MOSFET-baserade IC-kretsar.

## Konstruktion

En schematisk genomskärning av en MOSFET-transistor. L är kanalen mellan source och drain vars ledningsförmåga regleras av spänningsfältet mellan gate och body.

Den viktigaste komponenten i en MOSFET-transistor är det metalloxidlager som isolerar gate från body och som hindrar likström från att läcka från gate. Body är själva substratet som består av en lätt p-dopad halvledare (vanligtvis kisel) medan gate är en jämförelsevis stor platta av metall (vanligen aluminium). Lagren med metall–oxid–halvledare fungerar som en kondensator. Den del av body som ligger under gate och mellan source och drain kallas för kanal. När en spänning VG läggs på gate blir den positivt laddad samtidigt som kanalen blir negativt laddad. Överskottet av elektroner som ansamlas i kanalen är rörliga och gör att en ström kan flyta parallellt med kondensatorn från source till drain.
Source och drain är två diken med n-dopat material som löper längs med varsin kant av gate. Deras uppgift är att fungera som terminaler för den ström IDS som löper genom body under gate och som regleras av spänningen på gate.

## Funktion
En MOSFET har olika karaktäristik i de mättade regionerna när kanalen mellan source och drain är helt öppen eller helt stängd, samt i den ohmiska regionen däremellan. Transistorn går in i den övre mättade regionen (bottnad) när
{\displaystyle I_{D}>k\ {\frac {W}{L}}\ V_{DS}^{2}}
där ID är strömmen genom drain och k är en karaktäristikparameter som brukar anges i mikroampere per kvadratvolt (μA/V²), W och L är kanalens bredd respektive längd samt VDS är spänningen mellan drain och source.
När spänningen VDS är mindre än tröskelvärdet VT går transistorn in i den undre mättade regionen (strypt).

### Mättad region
I de mättade regionerna är strömmen ID antingen nära noll (strypt) eller maximal (bottnad). I båda fallen är den ohmiska effektförlusten minimal och därför är det de regionerna man vill använda i digital elektronik samtidigt som man vill växla mellan dem så snabbt som möjligt för att få minimal effektförlust i den ohmiska regionen.
{\displaystyle I_{D}=k\ {\frac {W}{L}}\ (V_{GS}-V_{T})\equiv I_{DS}\quad }

### Ohmisk region
I analog elektronik är det transistorns förstärkning man är ute efter. I de mättade regionerna är den obefintlig, men i den ohmiska regionen mellan dem är den väldigt hög.
{\displaystyle I_{D}=k\ {\frac {W}{L}}\ [2\ (V_{GS}-V_{T})\ V_{DS}-V_{DS}^{2}]\quad }

### Depletion mode
I normalfallet (kallat enhancement mode MOSFET) är kanalen helt strypt när det inte finns någon spänning på gate (VT > 0). Men om en MOSFET förses med en smal sträng av dopat material mellan source och drain kommer den att leda ström även om gate är spänningslös (VT < 0). En sådan transistor kallas för depletion mode MOSFET. I det fallet behöver gate ha en negativ spänning för att transistorn ska gå in i den undre mättade regionen (strypt).
{\displaystyle V_{GS}\leq -I_{D}R_{S}\quad }

### Body bias
I diskreta komponenter är source ofta sammankopplad med body. I integrerade kretsar har är alla transistorer byggda på samma substrat och då är det inte möjligt att koppla samman source med body. Då måste source ha högre spänning än body vilket skapar en utarmningsregion runt varje transistor som isolerar den från intilliggande transistorer på samma substrat. När flera transistorer kopplas samman, exempelvis i en vippa kommer en transistors drain att kopplas direkt till en annan transistors source. Med diskreta komponenter är det oproblematiskt, men i integrerade kretsar är det ytterligare ett skäl till att source måste ha högre spänning än body.
Den praktiska effekten av olika spänningar på source och body är att tröskelspänningen VT påverkas. Skillnaden i tröskelspänning kan uttryckas som
{\displaystyle \Delta V_{T}=\gamma ({\sqrt {2\phi _{F}-V_{BS}}}-{\sqrt {2\phi _{F}}})\quad }
där γ är en parameter mellan 0,3 och 1,0 V½ och φF är den så kallade Fermipotentialen som för kisel är 0,347 V.

## Tillverkning
I det första steget täcks kiselsubstratet av ett lager av kiselnitrid (Si3N4) i vilket en ram runt transistorn etsas fram. Ramen p+-dopas för att isolera den från omgivande kretsar. Det området kommer att bli body-området utanför kanalen. Steget avslutas med att ett relativt tjockt lager av oxid läggs ovanpå (fältoxiden).
I andra steget etsas resten av kiselnitriden bort och ytterligare ett oxidlager läggs på. Det lagret är betydligt tunnare än det första och blir det isolerande lager mellan gate och body. Därefter läggs ett lager av polykristallin kisel eller aluminium på i vilket det som ska bli gate etsas fram. Mellanrummet mellan gate och den tidigare dopade ramen kommer att bli source och drain i nästa steg.
I tredje steget n+-dopas source och drain genom beskjutning med en jonkanon. Jonerna kan inte tränga igenom fältoxiden eller aluminiumet, utan jonerna kan bara tränga in i substratet genom det tunna oxidlagret i springan mellan dessa. Om gate består av polykristallin kisel kommer den också att n+-dopas. Det är något som sällan framgår av schematiska bilder av MOSFET-transistorer, men det ökar konduktiviteten i gate vilket gör att laddningen har lättare att fördela sig jämnt över hela gate.
I det fjärde steget beläggs hela kretsen med ytterligare ett oxidlager. Hål för anslutningsterminalerna etsas ut genom både detta oxidlager och den underliggande fältoxiden ner till body, source, drain och gate. Terminalerna bildas genom att aluminium läggs på och i vilket och själva anslutningarna etsas fram.
En egenskap hos MOSFET som underlättar tillverkningen är att fältoxiden och gate används som mask vid dopningen av drain och source. Det gör att drain och source kan läggas precis intill gate vilket ger både en kortare kanal och minimal kapacitans mellan source, gate och drain.

## Typer

### pMOS och nMOS
| pMOS |  | nMOS |
| pMOS |  | nMOS |

En MOSFET-transistor kan antingen byggas med p-dopad source och gate med n-dopad kanal eller med n-dopad source och gate med p-dopad kanal. Det förstnämnda benämns nMOS och det sistnämnda pMOS. I nMOS är gatespänningen positiv vilket gör att kanalen blir negativt laddad medan i pMOS är gatespänningen negativ vilket gör kanalen positivt laddad. Eftersom elektroner har högre rörlighet än hål är nMOS mer effektiv och därför också den vanligaste varianten. Det faktum att pMOS har omvända egenskaper jämfört med nMOS gör att båda varianterna används tillsammans i CMOS-logik.

### MESFET
Metal-semiconductor Field Effect Transistor (MESFET) är baserade på galliumarsenid (GaAs) som har betydligt högre elektronmobilitet än kisel vilket gör att de kan växla mellan strypt och bottnad mycket snabbare. Nackdelarna är lägre hålmobilitet, vilket gör pMOS-transistorer av GaAs olämpliga, samt att galliumarsenid är svår att oxidera vilket gör att det inte går att skapa ett isolerande lager mellan gate och body. I stället läggs en gate av guld eller titan direkt på en kanal av n-dopat materiel. Övergången bildar en Schottkybarriär mellan gate och kanal som får den att mer likna en JFET-transistor. Body under kanalen är odopad vilket gör att kretsen är bättre isolerad mot intilliggande kretsar än på kiselbaserad MOSFET.

### FGMOS

En floating-gate MOSFET.

Floating-gate MOSFET (FGMOS) är en speciell typ av MOSFET-transistor som har två tycken gate; en övre control gate som är kopplad till en anslutande krets eller terminal, samt en floating gate under den som är isolerad mot både body och floating gate av oxidlager. Det gör floating gate galvaniskt isolerad från omgivningen och har bara kapacitiv koppling mot body och control gate. Effekten blir att laddningen i gate och kanalen är opåverkade över lång tid vilket gör dem användbara i EPROM och flashminnen. Gaten laddas upp genom att gatespänningen görs högre än oxidlagrets genombrottsspänning. Genombrottsspänningen är avsevärt högre än logikspänningen, ofta 20–25 volt.

### Bio-FET
En Biosensor Field-Effect Transistor (Bio-FET) är en MOSFET där gate består av ett material som reagerar på ändringar i den fysikaliska miljön. Den första typen var Ion-Sensitive Field-Effect Transistor (ISFET) som konstruerades 1970 av Piet Bergveld för att mäta koncentrationen av joner i en lösning. Därefter har flera olika typer av Bio-FET konstruerats, bland annat GASFET (gassensor), PRESSFET (trycksensor), DNSFET (DNA-känslig) och Chem-FET som kan användas för att detektera och mäta koncentrationen av ett flertal olika kemiska ämnen.

### Tunnfilmstransistor
En tunnfilmstransistor (TFT) skiljer sig från en MOSFET såtillvida att den tillverkas genom att halvledarmaterial och oxid byggs upp på ett isolerande substrat i stället för att etsa fram komponenterna ur ett halvledarsubstrat. Ett vanligt förekommande substrat är glas. Att transistorerna kan byggas direkt på ett transparent substrat gör de lämpliga för aktiv matrisadressering av flytkristallskärmar.

### FinFET
I en vanlig MOSFET ligger gate ovanpå kanalen. Om man kan bygga transistorn så att gate omsluter fler sidor av kanalen kan man få en snabbare transistor med högre strömtäthet. Nackdelen är att den är dyrare att tillverka eftersom den kräver fler lager.

### VFET
År 1976 introducerade Silicinox en ny typ av MOSFET-transistor kallad VMOS (Vertical Metal Oxide Semiconductor). VMOS var konstruerad för avsevärt högre strömmar än vanliga MOSFET-transistorer. Ett utmärkande drag är att VMOS inte har någon body och att drain är ansluten till substratets undersida.  Gate är inte heller platt utan har en djup V-form som skär igenom source och vidare ner i substratet. Det faktum att strömmen från source till drain går vertikalt genom substratet i kombination med en V-formad gate gör kanalen bredare vilket tillåter större strömmar.